# Chrysochloroma subalbida
Chrysochloroma subalbida là một loài bướm đêm trong họ Geometridae.